# (36966) 2000 SA290
2000 SA290 (asteroide 36966) é um asteroide da cintura principal. Possui uma excentricidade de 0.09835030 e uma inclinação de 4.26609º.
Este asteroide foi descoberto no dia 27 de setembro de 2000 por LINEAR em Socorro.